# ناتالیا شیبایوا
ناتالیا شیبایوا (روسی: Наталья Владимировна Шибаева؛ زادهٔ ۲۸ ژوئیهٔ ۱۹۶۸) ورزشکار ورزش شنا اهل تیم متحد در بازی‌های المپیک است.
وی در مسابقات کشوری و بین‌المللی در مجموع برندهٔ ۱ مدال نقره، ۲ مدال برنز شده‌است.